# لی چونگ-هی (بازیکن بسکتبال)
لی چونگ-هی (انگلیسی: Lee Chung-hee؛ زادهٔ ۷ نوامبر ۱۹۵۹) بازیکن بسکتبال اهل کره جنوبی بود.
وی در مسابقات کشوری و بین‌المللی در مجموع برندهٔ ۱ مدال طلا، ۵ مدال نقره، ۲ مدال برنز شده‌است.